# Augustin Louis Pierre Huet
Augustin Louis Pierre Huet (1814-1888) fue un profesor, botánico francés. Fue distinguido con la cátedra de matemática en la escuela primaria en Toulon, por muchos años. Se dedicó en su tiempo libre, cuando salía de la profesión docente, a la botánica. Su herbario se conserva en el Museo de Historia Natural de Aix-en-Provence (Francia) desde 2021.
- La abreviatura «A.L.P.Huet» se emplea para indicar a Augustin Louis Pierre Huet como autoridad en la descripción y clasificación científica de los vegetales.[1]